# Nyżcze Sołone
Nyżcze Sołone (ukr. Нижче Солоне) – wieś na Ukrainie, w obwodzie charkowskim, w rejonie iziumskim. W 2001 liczyła 408 mieszkańców.